# Scutigera planiceps
Scutigera planiceps är en mångfotingart som beskrevs av Pocock 1893. Scutigera planiceps ingår i släktet Scutigera och familjen spindelfotingar. Inga underarter finns listade i Catalogue of Life.